# Madesaari (ö i Mellersta Finland)
Madesaari är en ö i Konnevesisjön i Finland. Den ligger i sjön Konnevesi och i kommunen Konnevesi i den ekonomiska regionen  Äänekoski  och landskapet Mellersta Finland, i den centrala delen av landet, 280 km norr om huvudstaden Helsingfors. Öns area är 1,7 hektar och dess största längd är 260 meter i sydöst-nordvästlig riktning.